# Anju Chaudhuri
Anju Chaudhuri, née à Calcutta en 1944, est une artiste peintre indienne.

## Biographie
Anju Chaudhuri est formée à Calcutta puis à Baroda auprès des grands peintres indiens de la modernité. Anju est vite remarquée pour son talent, par ses pairs et dans les milieux de l’art. Elle obtient des bourses pour étudier l'art à Londres à la St Martin’s School of Art, puis à Paris aux Beaux Arts. Elle s’enrichit de ses deux cultures, l’Indienne et l’Occidentale. Son œuvre tient dans cette phrase « Nature in art and art in nature ».
Anju Chaudhuri a exposé tout au long de sa carrière en Inde, en Europe, aux Etats-Unis, au Japon. Ses œuvres sont représentées dans les collections publiques : au Musée d'art moderne de la ville de Paris, au Victoria and Albert Museum de Londres, à la National Gallery of Modern Art de New Delhi, à l'Asia Society et au Bronx à New York, à Chandigarh, à Calcutta, à Vienne…

## Expositions personnelles en Inde
- 2006 - Mumbai - Pundole Art Gallery

## Expositions (participation) en Inde
- 2009 - Calcutta - Gallery Sanskriti - « Terrorism »
- 2010 - Calcutta - Birla Academy
- 2010 - Calcutta - International Centre
- 2010 - Calcutta - Birla Academy - « Besides Paris »[2]
- 2011 - Calcutta - École des Beaux Arts - Tagore Centenary
- 2011 - Bangalore - Galerie Mahua - « Roots from Bengal »[3]

## Expositions personnelles à l'étranger
- 2007 - Paris - Galerie Hélène Lamarque - « India »[1],[4]
- 2008 - Paris - Galerie Hélène Lamarque - « Analogie »[5]
- 2009 - Paris - Galerie Hélène Lamarque
- 2014 - Paris - Galerie Anders hus - « Indian Vibration »[6],[7]

## Expositions (participation) à l'étranger
- 2002 - Paris - Art contemporain à Boulogne-Billancourt[8]
- 2008 - Allemagne - Deutschen Schuhmuseum Hauenstein - « Schue - Chaussure »
- 2008 - Hong Kong Art Fair
- 2008 - Ohio, États-Unis - Museum of Modern Art - « Current Impressions »
- 2008 - Paris - Carré Baudouin - « 20 ans des A.P.L.A. »
- 2009 - Paris - Cité Internationale des Arts - Atelier de Gravure
- 2009 - Suisse - Triennale de Grenchen
- 2009 - Versailles - Biennale Internationale de la gravure d'Ile-de-France
- 2009 - Biennale de Sarcelles
- 2010 - Paris - Galerie Lipao-Huang - « Made in India »
- 2010 - France - Triennale de Chameliers
- 2011 - Normandie - Bretteville sur Laize « L'Inde »
- 2011 - Paris - Marie du XX « L'Inde des livres »
- 2012 - Narbonne - « Indian Gaze »
- 2012 - Paris - Galerie Helene Lamarque - « India Maximum City »
- 2012 - Paris - Anthony - Anju Chaudhuri et Narayanan Akkitham - Peintres et Philosophes[9]
- 2013 - Appla - Marie du XX

## Collections publiques
- Paris - Musée national d'art moderne
- Londres - Victoria and Albert Museum
- New York - Bronx Museum
- Vienne - Albertina
- Finlande - Musée de Taidehalli
- New Delhi - National Gallery of Modern Art
- Calcutta - Birla Academy
- Chandigargh Museum of Modern Art
- La Réunion - Fonds Régional d'Art Contemporain